# Schiller-Gymnasium Bautzen
Das Schiller-Gymnasium in Bautzen ist ein Gymnasium mit mathematisch-naturwissenschaftlichem Charakter. Benannt ist es nach dem Schriftsteller, Philosophen und Historiker Friedrich Schiller.

## Geschichte
Am 12. Januar 1871 erlaubte das sächsische Kultusministerium der Bautzener Stadtverwaltung die Errichtung einer Realschule II. Ordnung. Darauf folgte am 24. April die Gründung einer Realschule am Wendischen Graben. Im Jahr 1884 erhielt diese Schule den Rang einer Realschule I. Ordnung. Aufgrund des wachsenden Interesses an der dort angebotenen Ausbildung setzte sich der Bezirksschulinspektor L. August Wangemann für die Errichtung eines neuen Realschulgebäudes ein. Am 30. Mai 1900 erfolgte schließlich die Grundsteinlegung auf einem eigens erworbenen Gelände südlich der Altstadt.
Das im neugotischen Stil erbaute Haus wurde am 26. September 1901 eingeweiht. 1922 wurde auf dem Dach des Gebäudes die erste deutsche Schulsternwarte wieder gegründet.
Seit 1938 führte die Schule einen eigenen Namen; die damalige Bezeichnung war „Wilhelm-von-Polenz-Schule“. Nach dem Zweiten Weltkrieg erfolgte im Zuge der Schulreform die Vereinigung von Gymnasium, Katholischer und Landständischer Oberschule zur Staatlichen Oberschule und 1947 die Bildung der Vereinigten Oberschule aus Wilhelm-von-Polenz-Schule und Staatlicher Oberschule. Nach einer inszenierten Befragung der Schülerschaft entschied sich der Schulausschuss im April 1948 für den neuen Namen „Vereinigte Oberschule Friedrich Schiller“, da die Benennung nach einem Adligen auf Widerstand gestoßen war.
Im Jahr 1950 kam es nach dem Schulverweis einer Lehrerin und eines Schülers zu Protesten in der Lehrer- und Schülerschaft. Die Staatssicherheit reagierte mit Verhaftungen u. a. des Lehrers Bruno Sulla, der später unter ungeklärten Umständen in Untersuchungshaft starb. Seit 2006 erinnert eine Gedenktafel im Foyer der Schule an Sulla.
Nach der Wende erhielt die Erweiterte Oberschule „Friedrich Schiller“ den Rang eines Gymnasiums.

## Gebäude

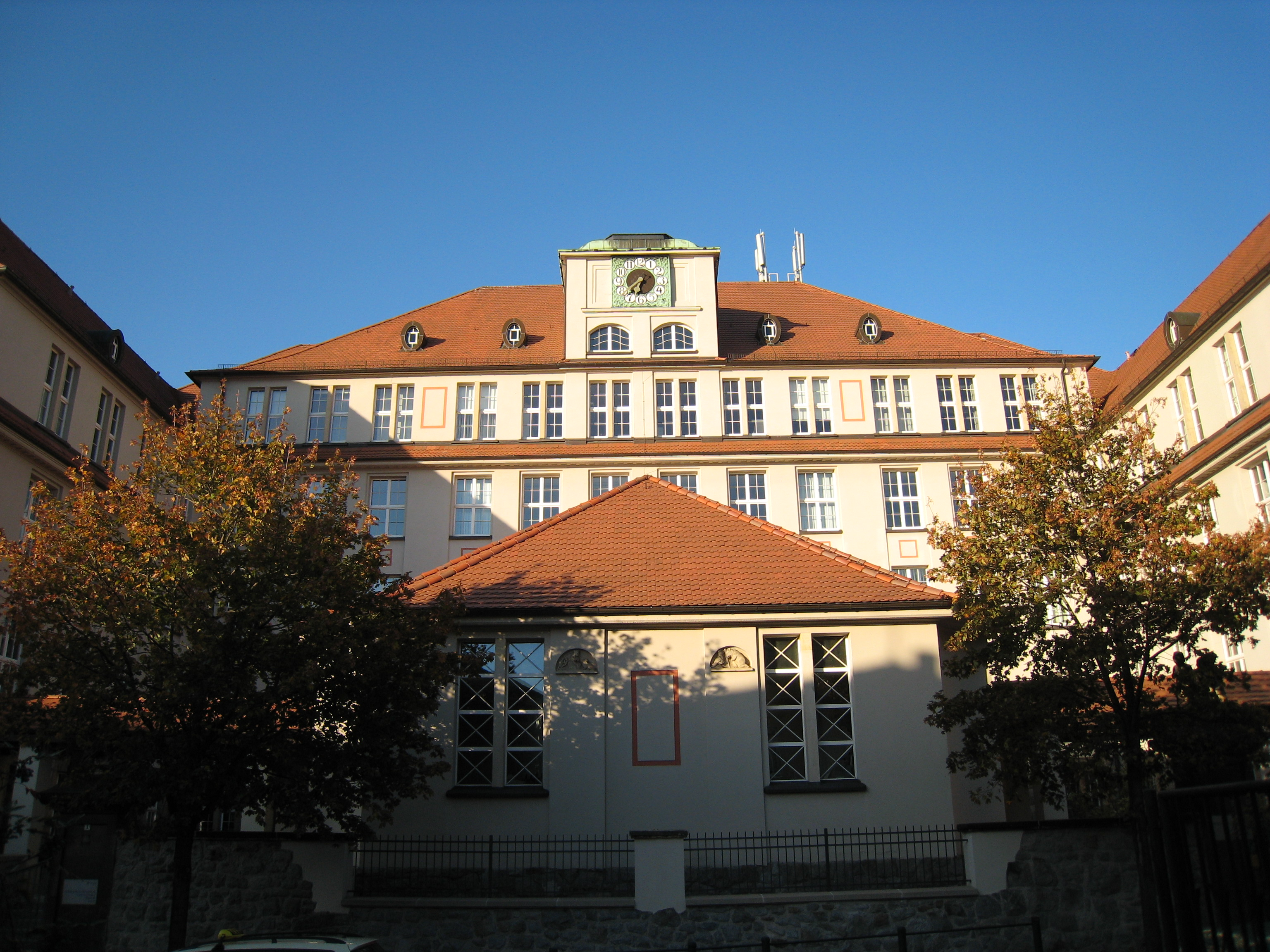
Südansicht des Nebengebäudes B

Die beiden Schulgebäude befinden sich im Straßenviereck zwischen Schilleranlagen, Seminarstraße, Tzschirnerstraße und Neusalzaer Straße. Das dreistöckige Hauptgebäude A mit seinem repräsentativen Portal und Giebel blickt in Richtung Norden zum gegenüberliegenden Deutsch-Sorbischen Volkstheater. Das vierstöckige Nebengebäude B (die frühere Pestalozzi-Schule, 1913/14 von J. Arthur Bohlig entworfen) blickt nach Südwesten. Sein östlicher Flügel beherbergt ein Nebengebäude des Philipp-Melanchthon-Gymnasiums. Zwischen den beiden Gebäuden befindet sich der sogenannte „Ruhehof“ mit Grünflächen, einem kleinen Amphitheater und Fahrradständern sowie die beiden Turnhallen. Hinter dem Gebäude B befindet sich der Schulhof für die jüngeren Schüler. Alle Gebäude sowie die Höfe wurden in den letzten Jahren saniert.

### Orgel
In der Aula der Schule befindet sich eine Orgel der Bautzener Firma Eule.

## Erfolge
Im Jahr 2007 erreichten 7 Abiturienten den Abiturdurchschnitt 1,0. Das war die höchste Zahl an einem sächsischen Gymnasium in diesem Jahr, was jedoch angesichts der für Sachsen sehr großen Anzahl an Schülern und damit auch Abiturienten nicht verwunderlich ist. In den vergangenen Jahren konnten Schüler des Gymnasiums Preise bei Jugend forscht (erste Preise im Landeswettbewerb, Teilnahmen am Bundeswettbewerb) und National Geographic Wissen (erster Preis im Bundeswettbewerb) gewinnen. Mehrfach wurde die Schule mit dem Titel „Schule mit Idee“ ausgezeichnet.

## Arbeitsgemeinschaften
Es existieren an der Schule mehrere Arbeitsgemeinschaften (AG). Neben Jugendchor und Singegruppe gibt es die AGs Abseil8 (Klettern), Floristik, Schulzoo, mehrere Theatergruppen („Schillers Räubertöchter und -söhne“) u. a.

## Schulfeste
Jedes Jahr findet die Schillers Superparty, das traditionelle Schulfest statt. Dabei wird das Programm alljährlich unter Mitwirkung der Lehrer und Schüler von den elften Klassen gestaltet. Jeweils am Tag nach der Ausgabe der Abiturzeugnisse, die meistens im Deutsch-Sorbischen Volkstheater stattfindet, findet der Abiturball des Gymnasiums statt. Seit einigen Jahren gibt es ein jährliches Mittelalterfest im Hof des Gymnasiums.

## Schulpartnerschaften
Das Schiller-Gymnasium pflegt vier Schulpartnerschaften: mit dem Gymnasium Nr. 69 in Barnaul (Russland), der Escola Secundária da Manga in Beira (Mosambik), der Northside High School in Warner Robins, Georgia (USA) sowie dem Lyzeum in Sobótka (Polen).

## Schiller-Marke
Im Schiller-Gymnasium Bautzen haben sich 2009/10 die Schulorganisationen Superparty, SchAZ (Schillers Allgemeine Zeitung) und die neugegründete Schiller-Kleidung zusammengeschlossen und bilden nun die Schiller-Marke. Gegenseitige Unterstützung, Finanzierung und Ratschläge werden somit gewährleistet.